# Bataille de Fragneto
Conflit entre Bohémond de Tarente et Roger Borsa
La bataille de Fragneto se déroule en septembre ou octobre 1087 à Fragneto, près de Bénévent. Elle oppose les troupes de Bohémond de Tarente à celles de son demi-frère Roger Borsa, duc d'Apulie et de Calabre.

## Contexte
À la mort de Robert Guiscard en juillet 1085, son fils aîné Bohémond est écarté de la succession pour être né d'un premier mariage dissout pour raisons politiques ; son demi-frère Roger, favorisé par sa mère Sykelgaite de Salerne, hérite du duché d'Apulie et de Calabre. Des tensions apparaissent rapidement entre les deux frères et, dès la fin de l'année 1085 ou le début de l'année 1086, Bohémond se révolte, occupe les villes d'Oria, de Tarente et d'Otrante, et s'empare d'une bonne partie de la Pouille méridionale ; Roger est obligé de céder à son frère, outre les trois villes dont il s'était emparé, Gallipoli et presque toute la région qui s'étend de Conversano à Brindisi.

## Bataille
En 1087, des tensions réapparaissent entre les deux frères. Bohémond commence les hostilités et tente de surprendre son frère à Fragneto, près de Bénévent : il est battu mais parvient à fuir et à regagner Tarente. Selon Romuald de Salerne, qui écrit près d'un siècle après les faits, un seul homme fut tué au cours de la bataille, mais de très nombreux soldats de Bohémond furent capturés.

## Conséquences
Malgré sa défaite, Bohémond, soutenu par un certain nombre de barons hostiles au duc d'Apulie, parvient à conserver tout le territoire situé entre Bari et Otrante, ainsi que quelques villes de Calabre. En 1088, un accord est conclu entre Bohémond et Roger : Bohémond obtient la principauté de Tarente en compensation de sa renonciation au duché d'Apulie.

## Sources primaires
- Romuald de Salerne, Chronicon sive Annales

## Sources secondaires
- Ferdinand Chalandon, Histoire de la domination normande en Italie et en Sicile, A. Picard & fils, Paris, 1907.
- Ralph Bailey Yewdale, Bohemond I, Prince of Antioch, Princeton University, 1917.
- Jean Flori, Bohémond d'Antioche : chevalier d'aventure, Paris, Éditions Payot & Rivages, coll. « Biographie », 2007, 379 p. (ISBN 978-2-228-90226-7)